# The Arockalypse
The Arockalypse è il terzo album dei Lordi, pubblicato il 10 marzo 2006. Nel novembre 2006 l'album è stato ristampato su vinile in quattro colorazioni: Nera, Chiara e Rossa, Chiara e Blu e Chiara.

## Tracce
1. SCG3 Special Report – 3:46
2. Bringing Back the Balls to Rock – 3:31
3. The Deadite Girls Gone Wild – 3:45
4. The Kids who Wanna Play with the Dead – 4:07
5. It Snows in Hell (feat. Bruce Kulick) – 3:37
6. Who's Your Daddy? – 3:38
7. Hard Rock Hallelujah – 4:07
8. They Only Come Out at Night (feat. Udo Dirkschneider) – 3:49
9. The Chainsaw Buffet (feat. Jay Jay French) – 3:47
10. Good to Be Bad – 3:31
11. The Night of the Loving Dead – 3:09
12. Supermonstars (The Anthem of the Phantoms) – 4:04

### Special Edition (2006)
1. Would You Love a Monsterman?
2. Mr. Killjoy
3. EviLove

## Classifiche
| Classifica(2006)        | Posizione massima |
| ----------------------- | ----------------- |
| Austria                 | 11                |
| Belgio (Fiandre)        | 13                |
| Danimarca               | 16                |
| Estonia                 | 4                 |
| Finlandia               | 1                 |
| Francia                 | 98                |
| Germania                | 7                 |
| Grecia                  | 1                 |
| Norvegia                | 21                |
| Polonia                 | 29                |
| Svezia                  | 1                 |
| Svizzera                | 8                 |
| UK                      | 100               |
| European Top 100 Albums | 8                 |

## Bonus DVD (Special Edition)
- Live At Market Square
- Hello Athens (documentario)
- Music Videos (Contiene i videoclip di Who's Your Daddy? e Hard Rock Hallelujah)

## Formazione
- Mr. Lordi - voce
- Amen - chitarra
- Kalma - basso
- Enary - tastiera
- Kita - batteria

Altri musicisti
- Bruce Kulick in It Snows in Hell
- Jay Jay French in The Chainsaw Buffet
- Udo Dirkschneider in They Only Come Out at Night
- Dee Snider